# Municipio de West Valley
El municipio de West Valley (en inglés: West Valley Township) es un municipio ubicado en el condado de Marshall en el estado estadounidense de Minnesota. En el año 2010 tenía una población de 132 habitantes y una densidad poblacional de 1,4 personas por km².

## Geografía
El municipio de West Valley se encuentra ubicado en las coordenadas 48°24′49″N 96°27′11″O / 48.41361, -96.45306. Según la Oficina del Censo de los Estados Unidos, el municipio tiene una superficie total de 94.13 km², de la cual 94,13 km² corresponden a tierra firme y (0 %) 0 km² es agua.

## Demografía
Según el censo de 2010, había 132 personas residiendo en el municipio de West Valley. La densidad de población era de 1,4 hab./km². De los 132 habitantes, el municipio de West Valley estaba compuesto por el 96,21 % blancos, el 1,52 % eran asiáticos y el 2,27 % eran de una mezcla de razas. Del total de la población el 0,76 % eran hispanos o latinos de cualquier raza.